# 蘇霍克利亞河

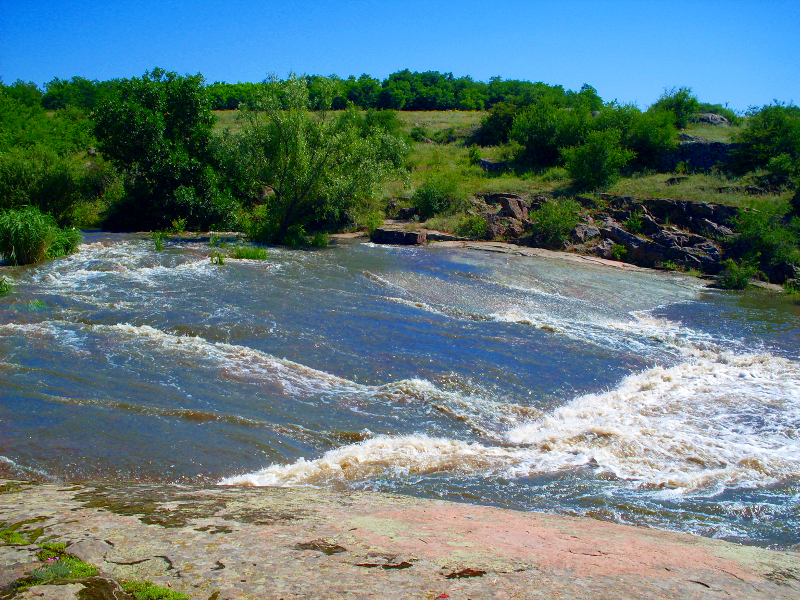

蘇霍克利亞河（烏克蘭語：Сугоклія），是烏克蘭的河流，位於該國中部基洛夫格勒州，屬於因胡尔河的支流，流經克罗皮夫尼茨基区孔帕尼伊夫卡市镇和克特里萨尼夫卡市镇，河道全長58公里，流域面積983平方公里。